# Tetheopsis
Genre
Tetheopsis est un genre fossile de mammifères dinocérates qui vivaient en Amérique du Nord au cours de l'Éocène. On en connait deux espèces dont l'espèce type est Tetheopsis speirianus.

## Description

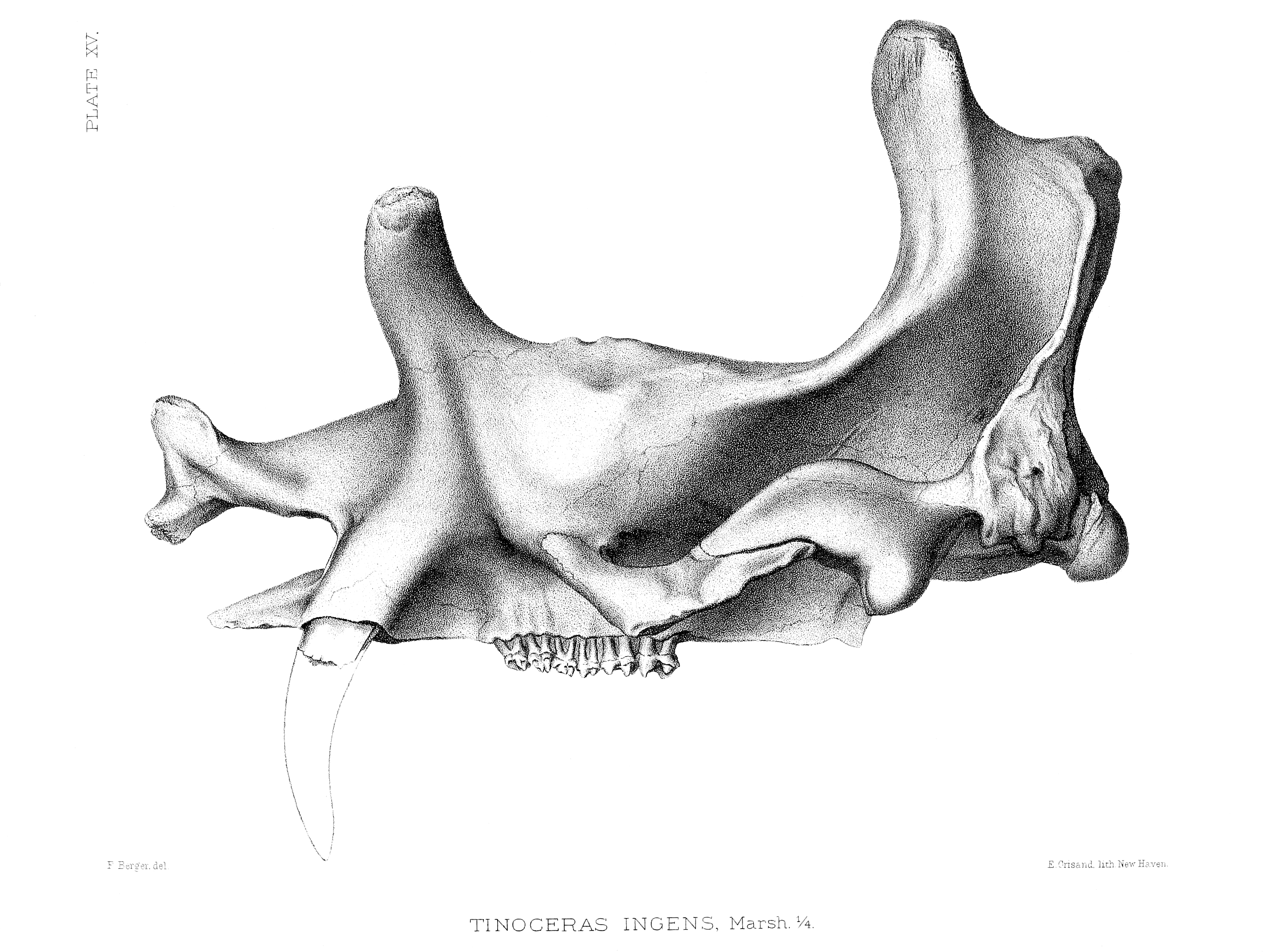
Crâne de Tetheopsis ingens (1886).

Tetheopsis présentait trois paires d'ossicônes sur sa tête, il possédait également une paire de canines qui devaient lui servir à se défendre,. Comme chez Uintatherium la taille du cerveau de Tetheopsis était relativement petite, réduite par les excroissances du crâne,. Les deux canines sont portées par une excroissance de la mâchoire inférieur à l'instar de ce que l'on retrouve chez Thylacosmilus quelques 30 millions d'années plus tard. Comme pour les autres Uintatheriidae, Tetheopsis est un herbivore.

## Répartition
Eobasileus vivait dans l'Ouest des États-Unis où ses fossiles ont été découverts dans l'État du Wyoming. 

## Liste des espèces
Selon Paleobiology Database (9 août 2025) :
- †Tetheopis ingens Marsh, 1885
- †Tetheopsis speirianus Osborn, 1881